# Hans Meyer (Philosoph)
Hans Meyer (* 18. Dezember 1884 in Etzenbach, Ortsteil der Gemeinde Neufahrn in Niederbayern; † 30. April 1966 in Frontenhausen) war ein deutscher Philosoph mit den Schwerpunkten antike und mittelalterliche Philosophie. Der katholische Neuscholastiker lehrte als Professor von 1922 bis 1955 an der Universität Würzburg Philosophie und Pädagogik und war aktives Mitglied der Bayerischen Volkspartei.

## Wissenschaftlicher Werdegang und Wirken
Hans Meyer besuchte die Gymnasien in Landshut und Regensburg und machte 1903 in Regensburg das Abitur. Zwischen 1903 und 1906 studierte er Philosophie an der Philosophisch-theologischen Hochschule Regensburg und an der Albert-Ludwigs-Universität Freiburg sowie in München. 1906 wurde er mit der Arbeit Robert Boyles Naturphilosophie mit besonderer Berücksichtigung seiner Abhängigkeit von Gassendi und seiner Polemik gegen die Scholastik bei Georg von Hertling promoviert. Gleichfalls betreut von Hertling habilitierte er sich 1909 in München mit der Schrift Der Entwicklungsgedanke bei Aristoteles und wurde 1915 zum „nicht beamteten außerordentlichen Professor“ ernannt. Am 1. Januar 1922 wurde er von der Universität Würzburg zum ordentlichen Professor auf den Lehrstuhl für Philosophie und Pädagogik (Konkordatslehrstuhl) des verstorbenen Remigius Stölzle berufen.
Der Philosophiehistoriker Christian Tilitzki, der Die deutsche Universitätsphilosophie in der Weimarer Republik und im Dritten Reich untersucht hat, sieht die Berufung möglicherweise in Meyers Mitgliedschaft in der Bayerischen Volkspartei (siehe unten) und seinen engen Kontakten zum Bayerischen Ministerpräsidenten und Parteifreund Heinrich Held begründet. Erste Wahl für die Berufung („primo loco“) seien Matthias Baumgartner (1865–1933, Philosophieprofessor an der Universität Breslau) und Michael Wittmann gewesen – die Hertling-Schüler Matthias Meier (1880–1949, Professor für Philosophie, Pädagogik und Psychologie an der Technischen Hochschule Darmstadt) und Hans Meyer sollten erst in „weitem Abstand“ berücksichtigt werden. Dennoch hielt Hans Meyer, obwohl für den pädagogischen Zweig nur unzureichend qualifiziert, bereits rund drei Wochen nach Eingang des Würzburger Vorschlags die Ernennungsurkunde des Bayerischen Staatsministeriums für Unterricht und Kultur in den Händen. Meyer blieb dreiunddreißig Jahre an der Universität Würzburg, von 1922 bis 1955, wo er mit Gustav Kafka Vorstand des Philosophischen Seminars war. Seit 1924 war er zudem Herausgeber der Zeitschrift Forschungen zur Philosophie und ihrer Geschichte. In dieser Funktion löste ihn 1967 sein Schüler Walter Hoeres ab.
Meyer beschäftigte sich vor allem mit den Themen der antiken und mittelalterlichen Philosophie, behandelte aber auch staatsphilosophische Themen. Seine 1938 vorgelegte Monographie Thomas von Aquin. Sein System und seine geistesgeschichtliche Stellung distanzierte sich vom Neuthomismus und leitete das Ende des strengen Thomismus in Deutschland ein. Meyer distanzierte sich entschieden von den „naturalistischen“ Ideologien der Moderne („Demokratismus, Liberalismus und sozialethischer Marxismus“, 1936) und von dem nihilistischen „Rassensadismus“ der Nationalsozialisten (1949). Die Philosophia perennis sollte nach seiner Auffassung durch ein organisches Wachstum in einem gesellschaftlichen und intellektuellen Diskurs entwickelt werden.
1950 legte er eine sechsbändige Geschichte der abendländischen Weltanschauung und 1960 das dreibändige Werk Systematische Philosophie vor.
Zu seinen Schülern zählte Alois Dempf, der 1921 bei ihm und Clemens Baeumker zum Thema Der Wertgedanke in der Aristotelischen Ethik und Politik promovierte. Vinzenz Rüfner promovierte 1924 bei Meyer mit der Arbeit Die naturalistisch-darwinistische Ethik Englands. Zudem regte Meyer 1932 die Würzburger Habilitation des gleichfalls katholischen Philosophen Hans Pfeil (1903–1997) an.

## Homo politicus
Ab 1917/18 mischte sich Hans Meyer in das politische Tagesgeschäft ein und gründete 1918 die Ortsgruppe Rosenheim der Bayerischen Volkspartei (BVP). Hier knüpfte er enge Kontakte zum späteren Ministerpräsidenten Held. Als „Held-Intimus“ soll er erheblichen Einfluss auf die Besetzung der höchsten Regierungsämter gehabt haben. Da Held einen rechtskatholischen Kurs steuerte, passte Meyer vermutlich aus Regierungssicht bestens in das rechtskatholische, preußen- und reichsfreundliche Würzburger Milieu, das der dortige Rektor, Theologe und Kirchenhistoriker Sebastian Merkle geprägt hatte. Zudem empfahl er sich diesen Kreisen durch seinen Einsatz in der Münchner Einwohnerwehr während der Unruhen in der kurzlebigen Münchner Räterepublik 1919 und durch seine 1921 publizierte Streitschrift Entstehung und Verlauf einer politischen Revolution, die Christian Tilitzki wie folgt bewertet:

„Ein katholischer Philosoph, der bis 1921 in München lehrende Hans Meyer, hat sein Revolutionserlebnis in einem Bericht über die Rätezeit in Bayern verarbeitet, der als Äußerung abgründigen Hasses nur von entsprechenden Zeugnissen völkisch-deutschnationaler Philosophen übertroffen wird. Am 9. November 1918 begann für Meyer die Herrschaft des „Großstadtpöbels“, organisiert von aus Preußen und dem „Osten“ eingewanderten „Judenstämmlingen“ und vom „Verbrechertum“. Schon Eisners Regierungszeit sah Meyer gekennzeichnet vom Terror gegen das Bildungsbürgertum, von Atheismus, „Zigeunerwirtschaft“ und Landesverrat. Graf Arco, der völkische Attentäter, der Eisner im Februar 1919 tötete, erhielt folglich Meyers Beifall. Die sich anschließenden Wochen der eigentlichen Räteherrschaft nahm er als unverstellte „Diktatur des Proletariats in Reinkultur“ wahr, die das Bürgertum an den Rand der physischen Vernichtung gebracht habe. Hier nun hob Meyer die dominierende Beteiligung jüdischer Kommunisten hervor, so die des „galizischen Juden“ Toller und die der „Russen“ Levin und Leviné, wie die ganze „Schreckensherrschaft“ ohnehin „meistens [von] Juden aus dem Osten“ getragen worden sei.“

Seiner politischen Überzeugung entsprechend begrüßte Hans Meyer denn auch den Gegenterror der Anfang Mai in München einmarschierenden Regierungstruppen.
Im Jahre 1934 wurde Meyer Mitglied der SA. Allerdings war dieser Beitritt durch eine Überführung des Reitersportvereins in die SA zustande gekommen, auf den im Anschluss ein Austritt Meyers aus der SA erfolgte. 1936 wurde seine Berufung auf einen Lehrstuhl in München verunmöglicht, weil, wie das Protokoll der philosophischen Fakultät der LMU am 21. März 1936 festhielt, er aufgrund seiner unbeirrbaren Nähe zur Bayerischen Volkspartei und als Katholik untragbar erschien: „für den unbefangenen Beurteiler [ist dies] nur ein Beweis mehr, wie gefährlich die Intelligenz dieses Mannes ist und als wie untragbar dieser Hochschullehrer in der Hauptstadt der Bewegung [der NSDAP, Verf.] empfunden werden muesste.“ Eine Würdigung und Kritik seiner politischen Tätigkeit in der NS-Zeit steht noch aus, dürfte aber lohnend sein, da mittlerweile sein Personalakt der Forschung zugänglich ist. Seine Spruchkammerakte bezeugt, dass er als „unbelastet“ eingestuft wurde: „Es muss hervorgehoben werden, dass Prof. Meyer, trotzdem er von der Partei bekämpft wurde, den Kampf gegen den Nationalsozialismus bis zum Ende durchgehalten und durchgefuehrt hat. Prof. Meyer zaehlt zu den wenigen, die es in Deutschland gegeben hat, die während des 3. Reiches derartigen Widerstand geleistet haben.“ Auch die durch die Gestapo bedrängte Gruppe Neudeutschland bestätigt Meyers Involvierung in der Opposition; Josef Graef schrieb über die geheimen Treffen der Gruppe Würzburg: „Ab 1936 wurden wir vorsichtiger … Ich bekam vor allem durch den Würzburger Philosophen Hans Meyer...Anregungen für die Auseinandersetzung mit der NS-Ideologie. Diese gab ich meiner Gruppe weiter.“ Ab 1941 waren es Meyers Vorlesungen, welche die weltanschaulichen Gegner der NS-Ideologie anzog.

## Veröffentlichungen (Auswahl)
- Der gegenwärtige Stand der Entwicklungslehre. Hanstein, Bonn 1908.
- Zur Psychologie der Gegenwart (= Görres-Gesellschaft zur Pflege der Wissenschaft im Katholischen Deutschland. Vereinsschrift. 1909, 1, ZDB-ID 517218-4). Bachem, Köln 1909.
- Geschichte der Lehre von den Keimkräften von der Stoa bis zum Ausgang der Patristik. Nach den Quellen dargestellt. Hanstein, Bonn 1914
- Platon und die Aristotelische Ethik. Beck, München 1919.
- Natur und Kunst bei Aristoteles. Ableitung u. Bestimmung d. Ursächlichkeitsfaktoren (= Studien zur Geschichte und Kultur des Altertums. Bd. 10, H. 2, ZDB-ID 510174-8). Schöningh, Paderborn 1919.
- Geschichte der alten Philosophie (= Philosophische Handbibliothek. Bd. 10, ZDB-ID 538719-x). Kösel & Pustet, München 1925.
- Das Wesen der Philosophie und die philosophischen Probleme, zugleich eine Einführung in die Philosophie der Gegenwart (= Die Philosophie, ihre Geschichte und ihre Systematik. Abt. 5). Hanstein, Bonn 1936.
- Thomas von Aquin. Sein System und seine geistesgeschichtliche Stellung. Hanstein, Bonn 1938.
- Geschichte der abendländischen Weltanschauung. 6 Bände. Schöningh, Würzburg u. a. 1947–1950;
  - Band 1: Die Weltanschauung des Altertums. 1947;
  - Band 2: Vom Urchristentum bis zu Augustin. 1947;
  - Band 3: Die Weltanschauung des Mittelalters. 1948;
  - Band 4: Von der Renaissance bis zum deutschen Idealismus. 1949;
  - Band 5: Die Weltanschauung der Gegenwart. 1950;
  - Registerbd. 1950.
- Systematische Philosophie. 4 Bände. Schöningh, Paderborn 1955–1969;
  - Band 1: Allgemeine Wissenschaftstheorie und Erkenntnislehre. 1955;
  - Band 2: Grundprobleme der Metaphysik. 1958;
  - Band 3: Sittlichkeit, Recht und Staat. 1959;
  - Band 4: Psychologie. Grundlagen und Hauptgebiete. 1969.
- Martin Heidegger und Thomas von Aquin. Schöningh, München u. a. 1964.

## Auszeichnungen
- 1961: Bayerischer Verdienstorden